# Niccolò Leoniceno

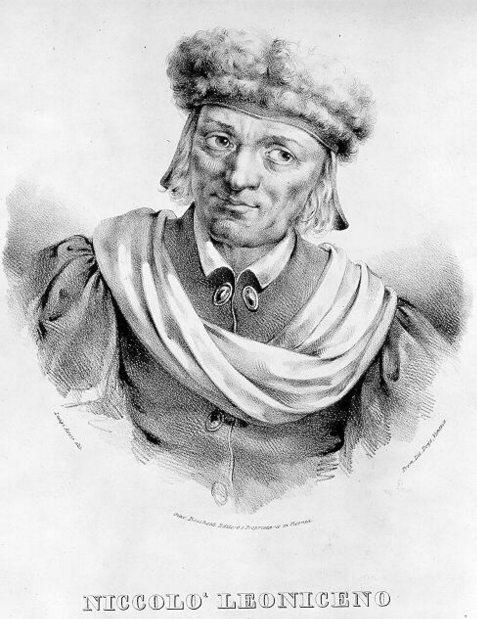
Niccolò Leoniceno

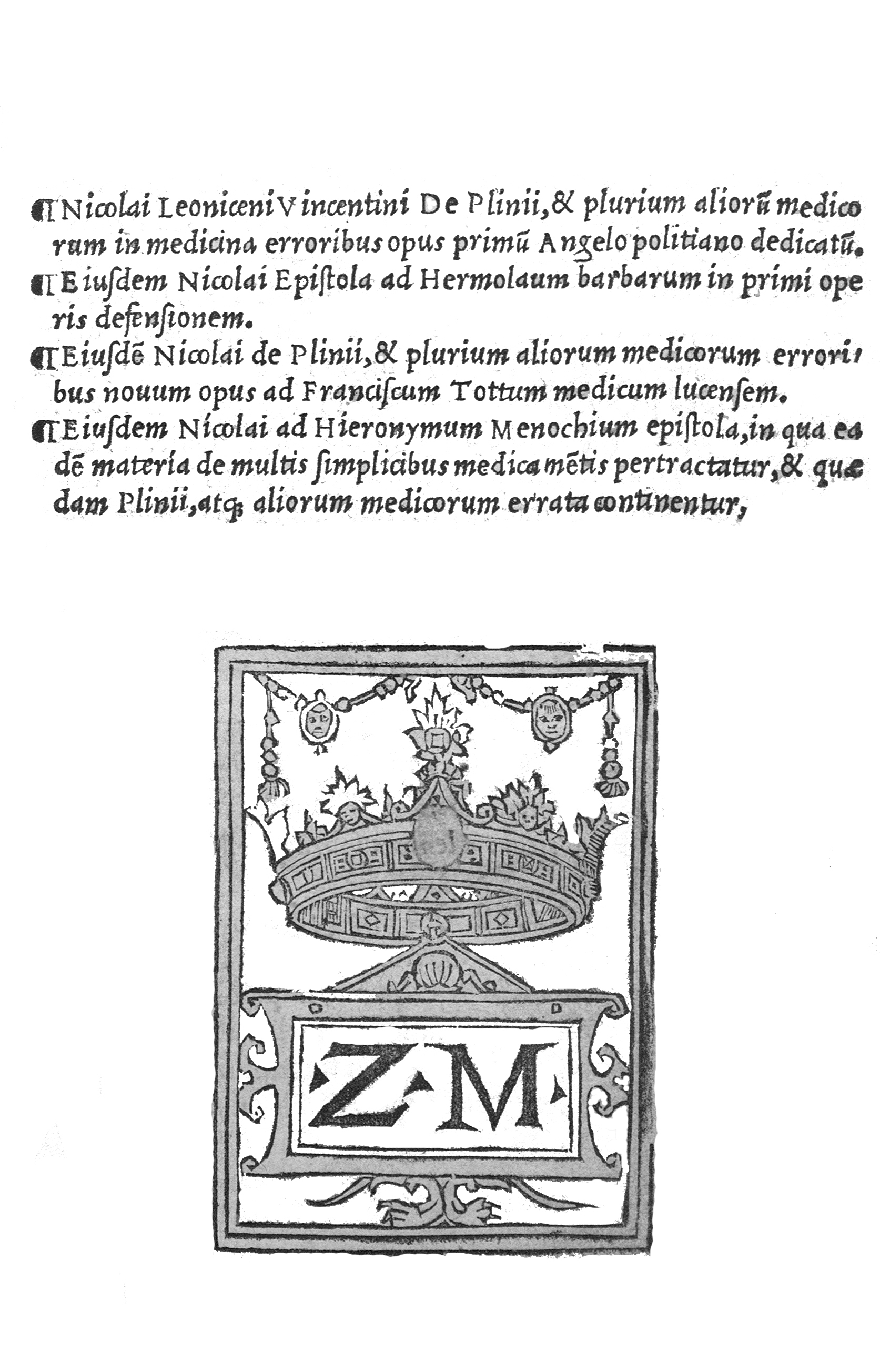
Niccolò Leoniceno, De Plinii et plurium aliorum medicorum in medicina erroribus opus primum (1509)

Niccolò Leoniceno (auch Nicolo Leoniceno; italienisch Nicolo Lonigo und Nicolò da Lonigo da Vincenza, latinisiert Nicolaus Leonicenus und Nicolaus Leonicenus Vicentinus; * 1428 in Lonigo bei Vicenza; † 19. Juni 1524 in Ferrara) war ein italienischer Mediziner, Medizinschriftsteller, Übersetzer, Philosoph, Grammatiker und Humanist. Er gilt mit seinen Textedition als Vertreter der sogenannten philologischen Mediziner und wirkte als Hochschullehrer in Padua, Bologna und Ferrara.

## Leben
Nicolo da Lonigo, genannt Leoniceno, war der Sohn eines Arztes. Er studierte Philosophie in seiner Heimat Vicenza unter Ognibene da Lonigo (latinisiert Omnibonus Leonicenus). Etwa 1453 erhielt er seinen Magistertitel in den Freien Künsten an der Universität Padua, wo er auch seinen Doktorgrad in Medizin erhielt. Sein Lehrer in Padua war Pietro Roccabonella Veneziano († 1491), ein Professor der Medizin. Er mag dort und später in Bologna eine Weile gelehrt haben. 1464 ging er als Professor an die Universität Ferrara, wo er zuerst Mathematik, dann griechische Philosophie und Literatur und letztlich Medizin lehrte.
Im Jahr 1490 kritisierte er Avicenna (Ibn Sina) bzw. die „arabistische Tradition“ in einem seiner Schreiben an den mit ihm befreundeten Florentiner Kollegen Angelo Poliziano. Er setzte sich für die Herausgabe der griechischen medizinischen Werke, insbesondere der Schriften von Hippokrates und Galen, in der Originalsprache ein. Leoniceno entdeckte und publizierte zudem Fehler in der Naturalis historia Plinius’ des Älteren, die er auf dessen mangelndes Verständnis der griechischen Quellen zurückführte.
Er war Grammatiker und ein Pionier bei der korrekten Übersetzung von altgriechischen und arabischen medizinischen Texten ins Lateinische, beispielsweise von Galen und Hippokrates von Kos. Als Grammatiker verfasste er die Lehrbücher De octo partibus orationis und den Libellus de Arte metrica. Beide Werke sind Meisterwerke und frühe Inkunabeln der Didaktik. Im  15. Jahrhundert waren die Medizinvorlesungen an die Kenntnis und Interpretation der antiken Autoren gebunden. Daher war die Lehre auf beide Disziplinen erweitert. Im Jahr 1497 beschrieb Leoniceno erstmals in einer gelehrten Abhandlung die Syphilis. Für Franchino Gaffurio übersetzte er die Harmoniae von Ptolemäus.
Danach war er noch 1508 in Venedig, wo er eine Übersetzung von Galens Περἰ διαφορᾶς πυρετῶν durch Laurentius Laurentianus in seine eigenen, von Ludovico Bonaccioli (Leibarzt von Lucrezia Borgia) aus Ferrara finanzierten, Übersetzungen „inkorporierte“, 1509 in Ferrara, 1514 in Paris, wo er bei Henri Estienne drucken ließ, und 1519 in Pavia tätig.
Sein Schüler und Nachfolger in Ferrara war Johannes Manardus. Zu den Schülern von Leoniceno in Ferrara gehörte auch Paracelsus, der dort 1516 in Medizin promoviert wurde.

## Ausgaben und Übersetzungen
- Andreas Leennius (Hrsg.): Niccolò Leoniceno, Opuscula. Basel 1532.
- Plinii ad plurium auctorum, qui de simplicibus medicaminibus scripserunt, errores notati. 1492.
- De Plinii et aliorum medicorum erroribus libri IV. Ferrara 1492; vollständig (als De Plinii et plurium aliorum medicorum erroribus novus opus) 1509; Neuauflage Basel 1529.
- Loris Premuda (Hrsg.): Nicolò Leoniceno: De Plinii in medicina erroribus. Edizione di „Il Giardino di Esculapio“, Mailand/Rom 1958 (lateinischer Text und italienische Übersetzung)